# Валдемар Павляк
Валдѐмар Па̀вляк (на полски: Waldemar Pawlak) е полски политик.
Част от Полската народна партия и неин председател в годините 1991 – 1997 и 2005 – 2012. През 1992 г., както и през 1993 – 1995 г., е председател на Министерския съвет, депутат от Сейма от 1989 г. до 2015 г. Председател на Съюза на доброволческата противопожарна охрана. 2007 – 2012 г. е вицепремиер и министър на икономиката. Кандидат в президентските избори през 1995 г. и 2010 г.

## Биография

### Образование и професионална реализация
Лауреат на V Олимпиада по техническо знание от 1978 г. Абсолвент на Варшавската политехника от 1984 г. През декември 1981 г. участва в стачките на учебното заведение. От 1984 г. управлява голямо земеделско имение в село Камьонка.
От 2001 г. до 2005 г. е председател на дружеството на Варшавската стокова борса. Той е един от основателите на Фондацията за развитие на регионалните кредитни фондове. Павляк е и първият председател на полско акционерно дружество „Karbona“. През 2016 г. става член на Надзорния съвет на Летище Люблин. През януари 2018 г. става председател на акционерното дружество Полски мелници.

### Политическа и социална дейност
Политическата кариера на Валдемар Павляк започва през 1985 г., ставайки част от Полската народна партия и е излъчен за депутат на Сейма. След разпускането на партията става член на Полска народна партия-Възраждане. Във всички последващи избори за Сейм бива преизбиран (1991, 1993, 1997, 2001, 2005, 2007, 2011).
От 1990 г. принадлежи към Обединената полска народна партия (от 29 юни 1991 г. до 11 октомври 1997 г. е председател на Изпълнителния комитет на партията). През април 1992 г. става председател на Съюза на доброволческата противопожарна охрана.
На 5 юни 1992 г. е избран за председател на Министерския съвет от Лех Валенса и Сейма. На 10 юли 1992 г., мисията му да бъде създадена християнско-народно-либерална коалиция завършва с неуспех.
След парламентарните избори през 1993 г. отново става премиер. На 1 март 1995 г. неговото правителство е свалено в резултат на вот на недоверие. За кандидат-премиер е посочен Юзеф Олекси.
През 1995 г. се кандидатира за президент на Република Полша (когато Юзеф Зих оттегля своята кандидатура). В първия тур на изборите получава 4,31% подкрепа (5-о място, 770 417 гласа).
На 15 юни 2004 г. заема длъжността председател на парламентарната група на Полска народна република, а на 29 януари 2005 г. отново е избран за председател на партията. На 16 ноември 2007 г., след предсрочни парламентарни избори и сформиране на коалиция между Гражданска платформа и Полската народна република, заема длъжността министър на икономиката и вицепремиер в първото правителство на Доналд Туск.
На 11 април 2010 г. е вицепредседател на комисията, свикана от Доналд Туск, която координира действията, предприети във връзка с трагичния инцидент на президентския самолет Ту-154 край Смоленск.
На 21 април 2010 г. обявява началото на предсрочните президентски избори от името на Полската народна партия. На 6 май 2010 г. е регистриран като кандидат-президент от Държавната избирателна комисия. В първия тур получава 294 273 гласа (1,75%), като заема пето място от общо 10 кандидати. На 20 май 2010 г. е включен от временно изпълняващия длъжността президент Бронислав Коморовски, в Съвета за национална сигурност.
След парламентарните избори през 2011 г., в които получава 24 491 гласа от 16 избирателен район, запазва мястото си на вицепремиер и министър на икономиката във второто правителство на Доналд Туск. На 17 ноември 2012 г. по време на XI конгрес на Полската народна партия в Прушков неуспешно се пробва да стане председател на партията. В гласуването получава 530 гласа, загубвайки от Януш Пехочински, за когото гласуват 547 делегати. Два дни по-късно обявява подаването на оставката си (приета от Доналд Туск) като вицепремиер и министър на икономиката. Свален е на 27 ноември.
По време на изборите през 2015 г. се кандидатира за Сената, загубвайки от Марек Мартиновски в Плоцкия окръг.

## Личен живот
Син на Юзеф и Марианна Павляк. Женен за Елжбета, с която имат 3 деца.
Интересува се от новите технологии, сред които и свободния софтуер. Взима участие в стартирането на трансакционната система на Варшавската стокова борса на базата на софтуер с отворен код.

## Ордени
- Командорски кръст на Ордена за заслуги към Литва – Литва, 2009 г.;
- Командор на Ордена на Св. Карло – Монако, 2012 г.;
- Голям кръст на Кралския орден за заслуги на Норвегия – Норвегия, 2012 г.;
- Голям кръст на Ордена за заслуги – Португалия, 2008 г.

|  | Тази страница частично или изцяло представлява превод на страницата Waldemar Pawlak в Уикипедия на полски. Оригиналният текст, както и този превод, са защитени от Лиценза „Криейтив Комънс – Признание – Споделяне на споделеното“, а за съдържание, създадено преди юни 2009 година – от Лиценза за свободна документация на ГНУ. Прегледайте историята на редакциите на оригиналната страница, както и на преводната страница, за да видите списъка на съавторите. ВАЖНО: Този шаблон се отнася единствено до авторските права върху съдържанието на статията. Добавянето му не отменя изискването да се посочват конкретни източници на твърденията, които да бъдат благонадеждни. |